# Pas cnoty (BDSM)

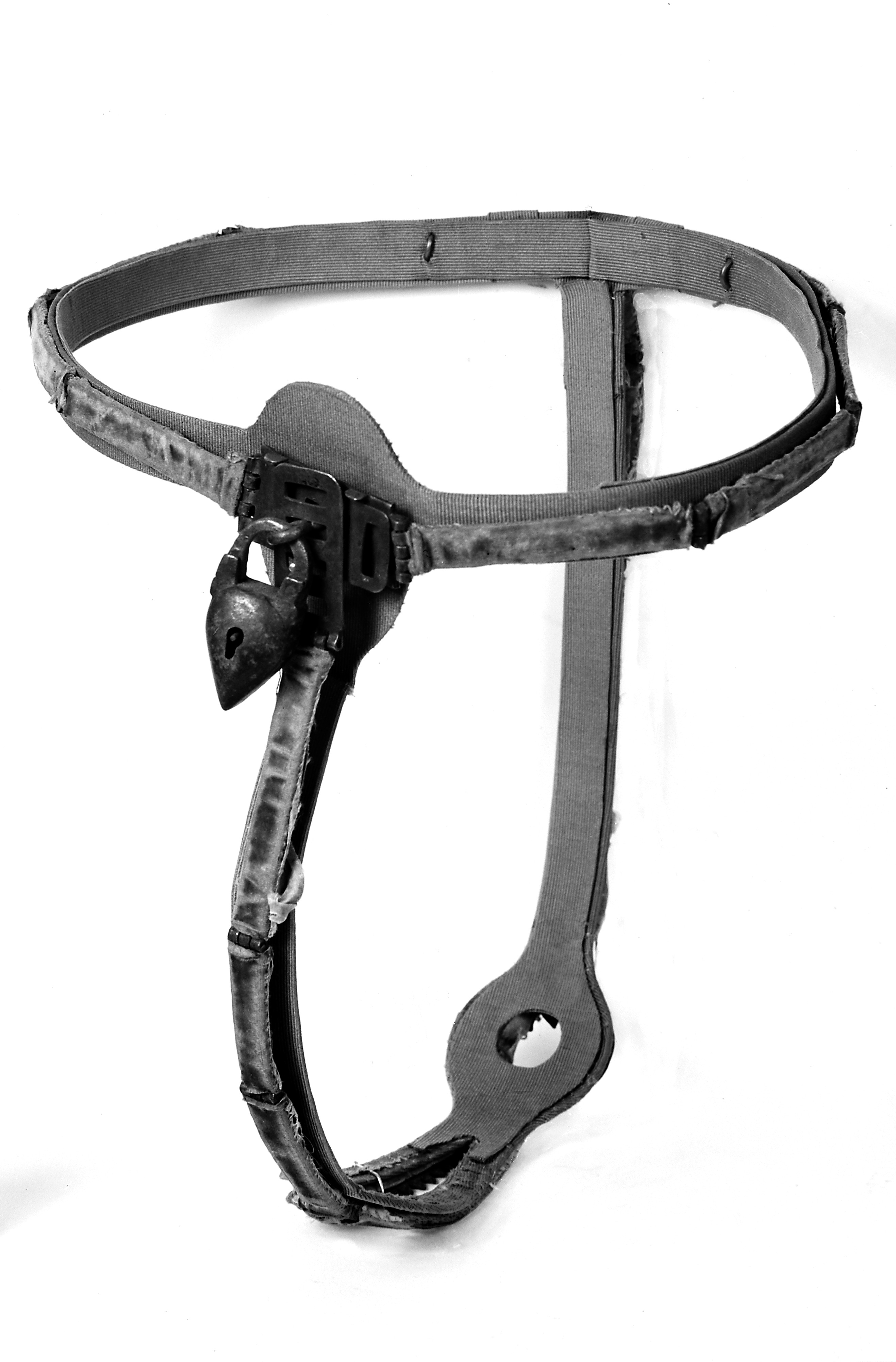
Pas cnoty z kłódką w muzeum Wellcome Collection.

Pasy cnoty w BDSM mogą być używane jako część praktyki kontroli orgazmu, aby uniemożliwić noszącej je osobie podejmowanie głównie stosunku płciowego bez zgody osoby dominującej, która pełni rolę osoby dysponującej kluczem (ang. keyholder). Pas cnoty zapobiega również innym czynnościom seksualnym dotyczącym genitaliów osoby noszącej, takim jak masturbacja i seks oralny. Pasy cnoty mogą być noszone zarówno przez mężczyzn, jak i kobiety w ramach praktyk BDSM. Pas cnoty może być noszony zarówno jedynie w trakcie zabawy erotycznej, jak i długoterminowo.

## Cel
Osoba nosząca urządzenie jest uważana za uległą w relacji BDSM. Jest to część szerszej praktyki odmowy orgazmu. Niektórzy twierdzą, że zwiększa uległość u mężczyzn. Często donoszono, że noszony pas cnoty nierzadko wywołuje u noszącego frustrację seksualną. 
Założenie pasa cnoty partnerowi jest oznaką dominacji „keyholdera” nad czynnościami seksualnymi osoby noszącej. Akceptując umieszczenie  pasa cnoty, osoba nosząca akceptuje przekazanie kontroli nad swoim zachowaniem seksualnym partnerowi, który może zezwolić noszącemu na podjęcie czynności seksualnych poprzez zdjęcie urządzenia. Dominujący może zdecydować, kiedy, gdzie, jak, jak często, a nawet czy osoba uległa może rozładować napięcie seksualne.
Większość nowoczesnych urządzeń nie uniemożliwia noszącym dotykania ich genitaliów, ale zwykle zapobiegają masturbacji. Klatki na penisa (patrz poniżej) mogą być dobrze dopasowane do penisa i uniemożliwiać stymulację, ale mogą też być luźne i chociaż stosunek płciowy jest niemożliwy, mogą dopuszczać możliwość ręcznej stymulacji, a nawet osiągnięcie orgazmu. Skuteczne uniemożliwienie masturbacji wymaga cech konstrukcyjnych obejmujących piercing narządów płciowych lub pełną zabudowę i szczelne zamknięcie okolicy narządów płciowych.

## Kobiece pasy cnoty

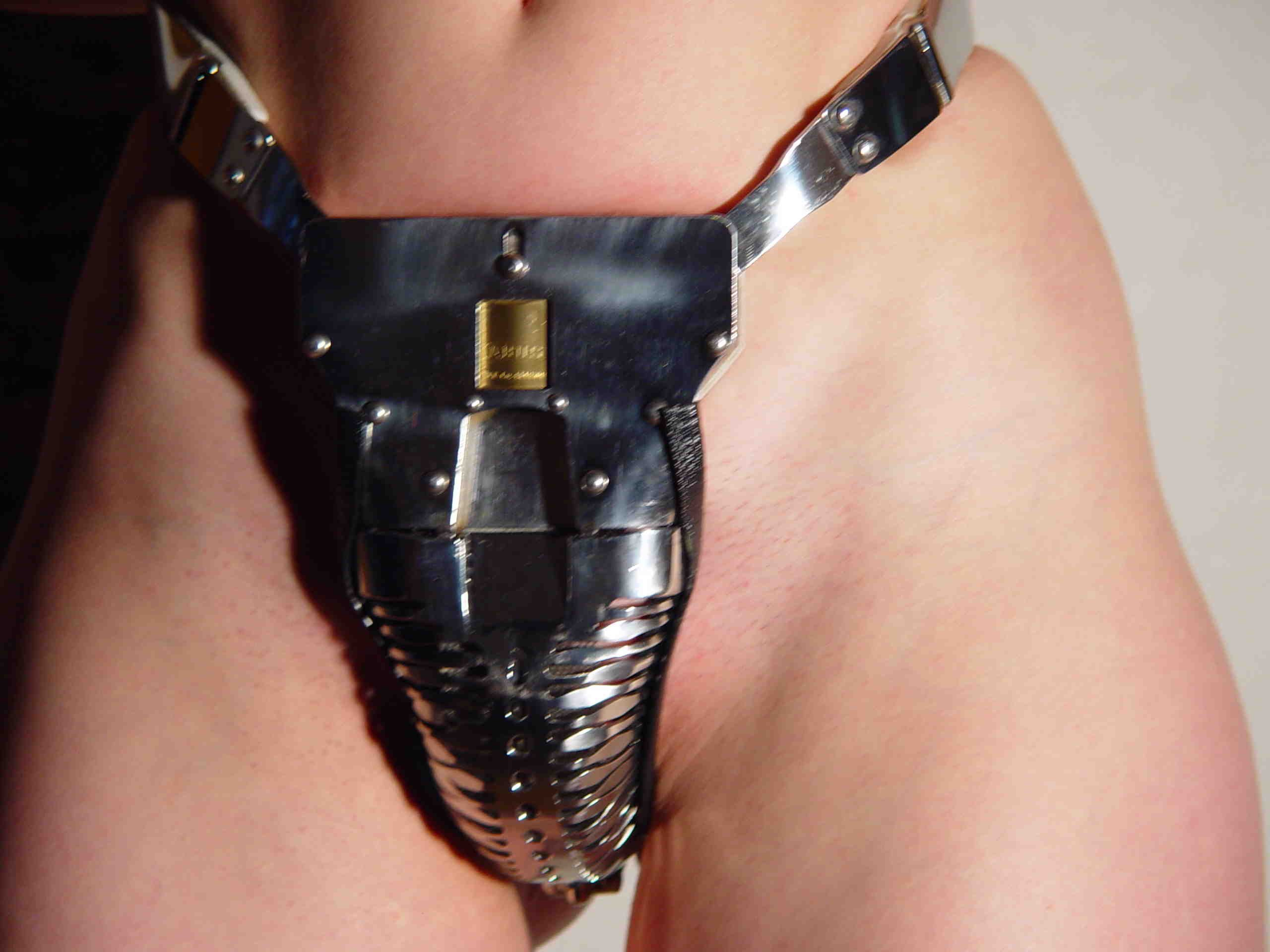
Żeński pas cnoty Carrara

Nowoczesne pasy cnoty dla kobiet na ogół są bazowane na tradycyjnym wzorze „florenckim”, z paskiem wokół talii lub bioder i „osłoną" biegnącą między nogami, zakrywającą genitalia.
Nowoczesne pasy są zwykle wykonane tak, aby jak najlepiej współgrać z fantazjami erotycznymi i zabawą BDSM. Na przykład szczelina w osłonie może utrzymywać w pochwie użytkownika wibrator, którego nie można wyjąć bez udziału osoby dysponującej kluczem. Niektóre wyposażone są w perforowaną osłonę na tej szczelinie, aby zapobiec uszczypnięciu użytkownika podczas siadania. Osłona może również zapobiegać bezpośredniej masturbacji, uniemożliwiając dostęp do warg sromowych i łechtaczki. Powszechnym dodatkiem są osłony analne, które bezwarunkowo utrzymują korek analny wewnątrz osoby noszącej. Osłonę można zaprojektować tak, aby współpracowała z piercingiem genitaliów celem pełnego uniemożliwienia samowolnego zdjęcia urządzenia.
W pasach przeznaczonych do długotrwałego noszenia osłona musi spełniać higieniczne potrzeby użytkownika:
- Osłona jest zwykle płaską opaską ze szczeliną, przez którą mogą wystawać wargi sromowe, aby zapewnić dostęp powietrza i przez którą może wydostawać się mocz.
- Pasy z układem „stringów” mają jeden pasek biegnący między pośladkami aż do opaski biodrowej. Może to być linka pokryta tworzywem sztucznym lub cienki, zakrzywiony metalowy pręt, a w pasku może znajdować się otwór umożliwiający wypróżnienie.
- Pasy z układem „V” mają parę łańcuchów lub linek połączonych ze sobą u dołu osłony i rozstawionych w kierunku tyłu paska w kształcie litery „V”, aby tył osłony pozostał otwarty.

## Męskie pasy cnoty

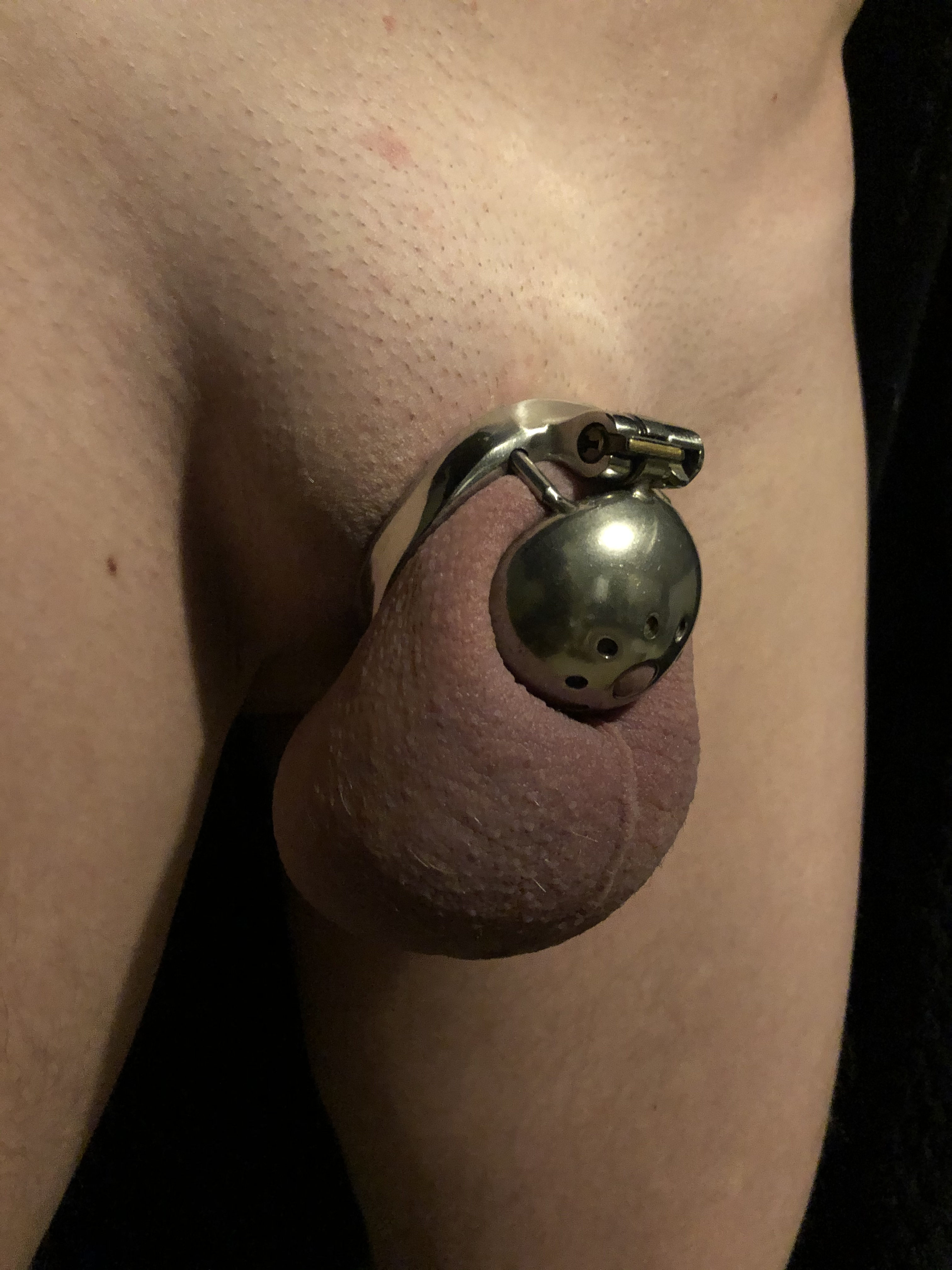
Ekstremalny męski pas cnoty typu "mikro" uniemożliwiający erekcję.

Dla mężczyzn także istnieją pasy cnoty tzw. typu florenckiego. Podobnie jak w przypadku standardowego wzoru florenckiego, wokół talii znajduje się poziomy pasek, a z przodu paska mocowana jest osłona. Osłona rozciąga się w dół, aby zakryć okolice genitaliów użytkownika i jest przymocowana z tyłu pasa biodrowego. W przypadku męskich pasków rurka na penisa jest przymocowana po wewnętrznej stronie osłony. W niektórych projektach jądra umieszcza się w specjalnych klatkach. Większość pasów czystości o wysokim poziomie zabezpieczenia przed dostępem jest wykonana ze stali nierdzewnej, chociaż wykonuje się również pasy kompozytowe z włókna szklanego. Większość wzorów pasów jest zabezpieczona kłódkami. Bardziej bezpieczne konstrukcje mają ukryte pałąki kłódek, co utrudnia lub uniemożliwia przecięcie pałąka i nieautoryzowany dostęp.Istnieją także pasy z osłonami mającymi na celu pełne ukrycie męskich genitaliów, a nawet imitujące kształt żeńskich zewnętrznych narządów płciowych.

### Klatki cnoty

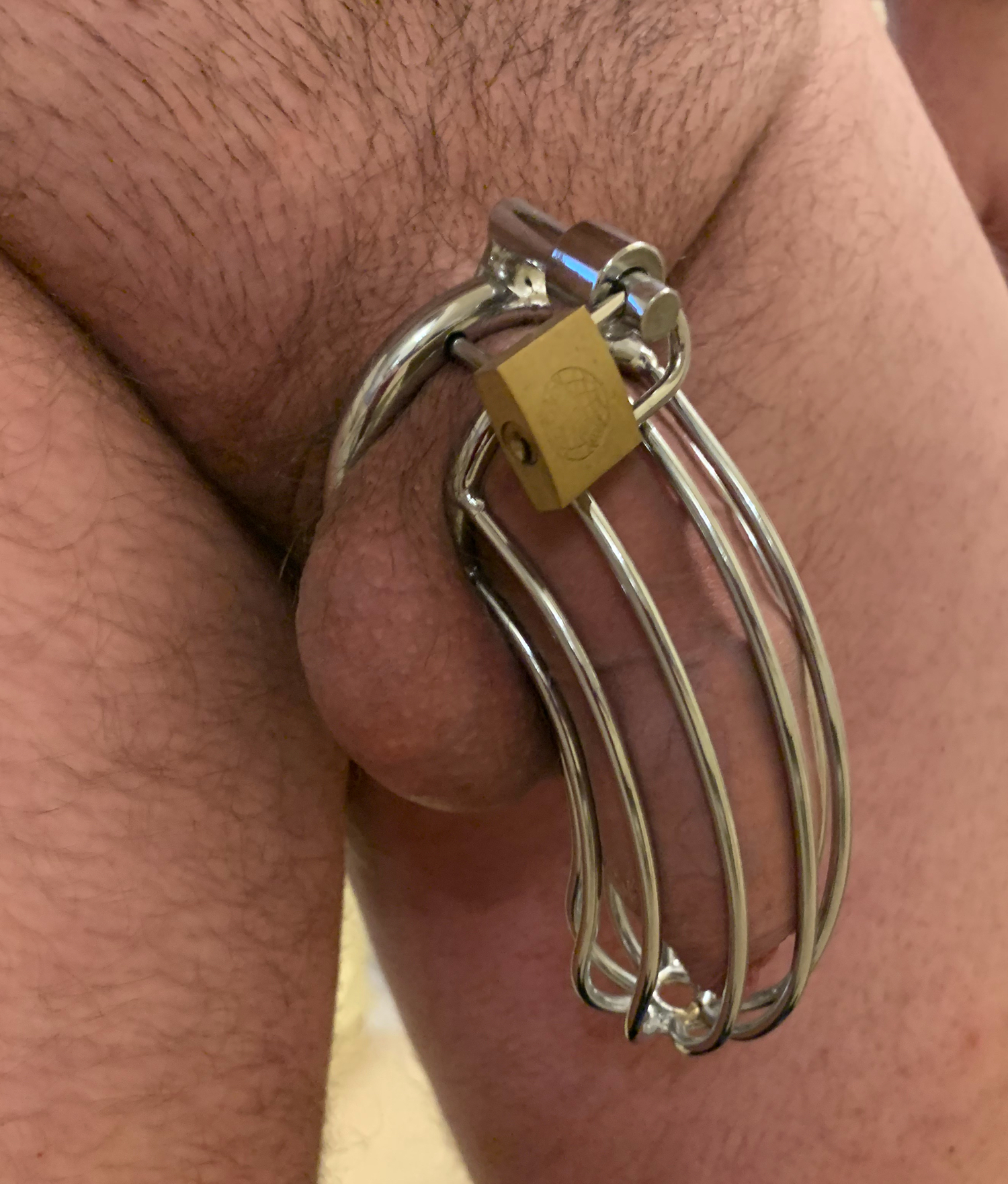
Metalowa męska klatka cnoty

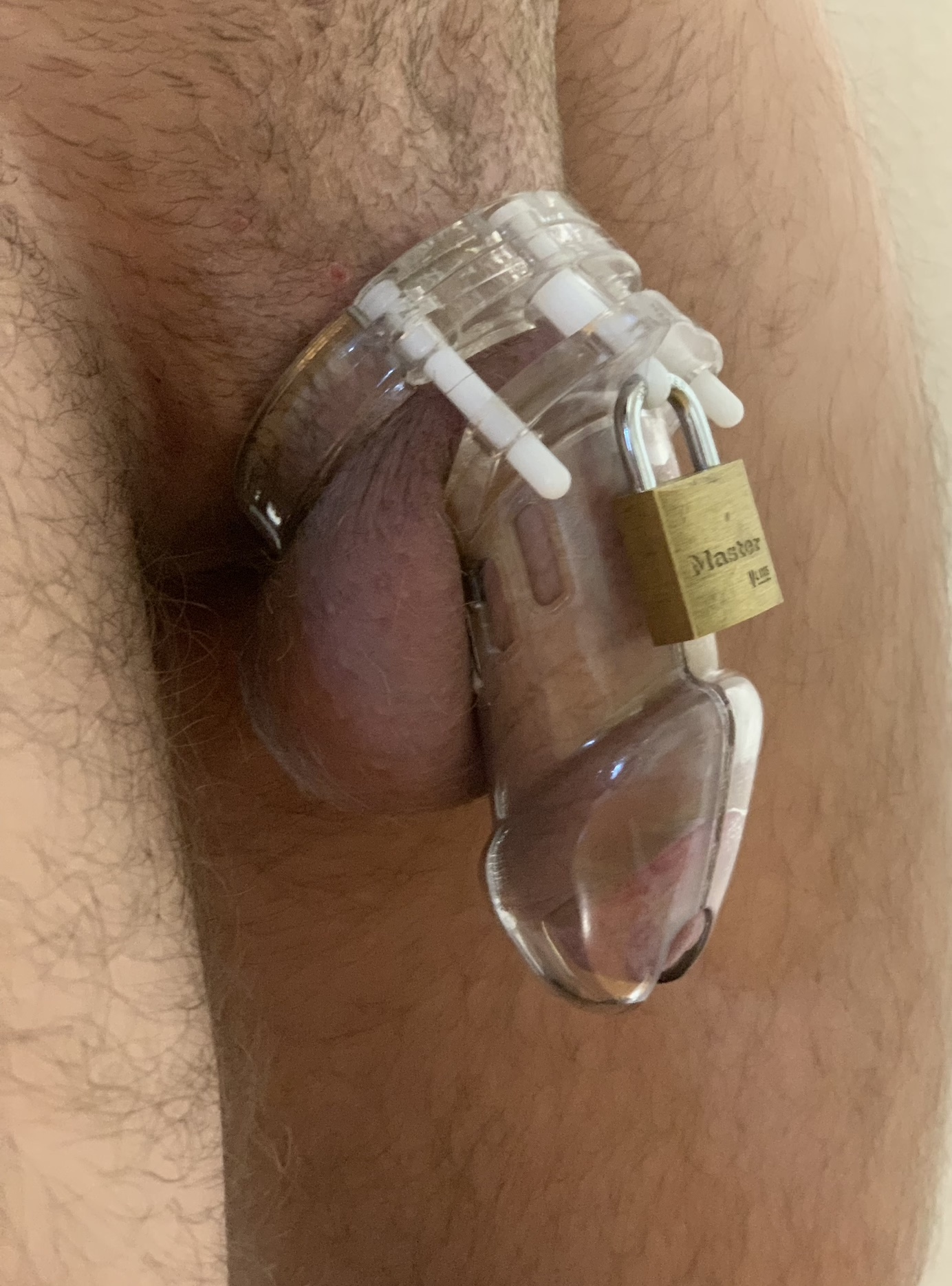
Powszechnie używany typ klatki cnoty wykonanej z tworzywa sztucznego

Popularny typ pasa cnoty dla mężczyzn jest powszechnie określany jako klatka cnoty lub klatka na penisa. Są one wykorzystywane niemal wyłącznie jako zabawki erotyczne i w zabawie BDSM, i mogą objąć penisa w celu uniemożliwienia erekcji lub sprawienia dyskomfortu w przypadku podniecenia seksualnego, a także uniemożliwienia odbycia stosunku płciowego, masturbacji, seksu oralnego z udziałem genitaliów noszącego i niektórych innych form aktywności seksualnej.
Większość klatek cnoty składa się z pierścienia umieszczonego wokół podstawy penisa za moszną i rurki lub klatki na penisa, która utrzymuje prącie, przy czym dwie części łączą się ze sobą za pomocą zawiasu lub innego mechanizmu. Klatka na penisa jest zaprojektowana tak, aby bezpośrednia stymulacja penisa rękami i palcami nie była możliwa. Końcówka klatki na penisa posiada otwór, aby umożliwić przepływ moczu, a konstrukcja może zawierać otwory wentylacyjne, aby ułatwić długotrwałe noszenie i czyszczenie. Wiotki penis jest wkładany do klatki i trzymany pod kątem do dołu, aby erekcja była niewygodna lub niemożliwa. Niektóre wzory posiadają bardzo krótką klatkę na penisa, do której można wcisnąć penisa, aby ograniczyć go jeszcze bardziej niż w zwykłej klatce na penisa. Inne konstrukcje zawierają końcówkę zakrywającą żołądź, przez którą mocowany jest cewnik, a tę mocuje się następnie krótkimi paskami, które ograniczają prącie i są mocowane do pierścienia umieszczonego za moszną.
Pierścień i klatka są zazwyczaj przymocowane do siebie z użyciem kłódki lub za pomocą plomby zabezpieczającej. Gdy urządzenie jest zablokowane, moszna jest uwięziona w szczelinie między pierścieniem a klatką na penisa, która jest wystarczająco wąska, aby zapobiec wyciągnięciu jąder i penisa. Jądra są zwykle trzymane w stałej pozycji, odsłonięte pod klatką, chociaż niektóre projekty posiadają dodatkowy element na jądra, który uniemożliwia łatwy dostęp do całego obszaru narządów płciowych.
Klatki cnoty mogą być wykonane z mocnego tworzywa sztucznego, takiego jak poliwęglan, mogą być także wykonane z silikonu, co znacznie zmniejsza ich koszt i wagę w porównaniu z wersjami ze stali nierdzewnej.
Większość klatek cnoty jest przeznaczona do długotrwałego noszenia i może zawierać kłódkę, do której klucz jest w posiadaniu "keyholdera", lub plombę posiadającą własny numer identyfikacyjny, dzięki czemu, w przypadku relacji na odległość, "keyholder" może mieć pewność, że noszący nie próbował uzyskać dostępu do genitaliów. W połączeniu z plombą z tworzywa sztucznego, plastikowe klatki cnoty umożliwiają łatwiejszy dostęp do stref, które wymagają przejścia przez wykrywacze metali.

### Bezpieczeństwo

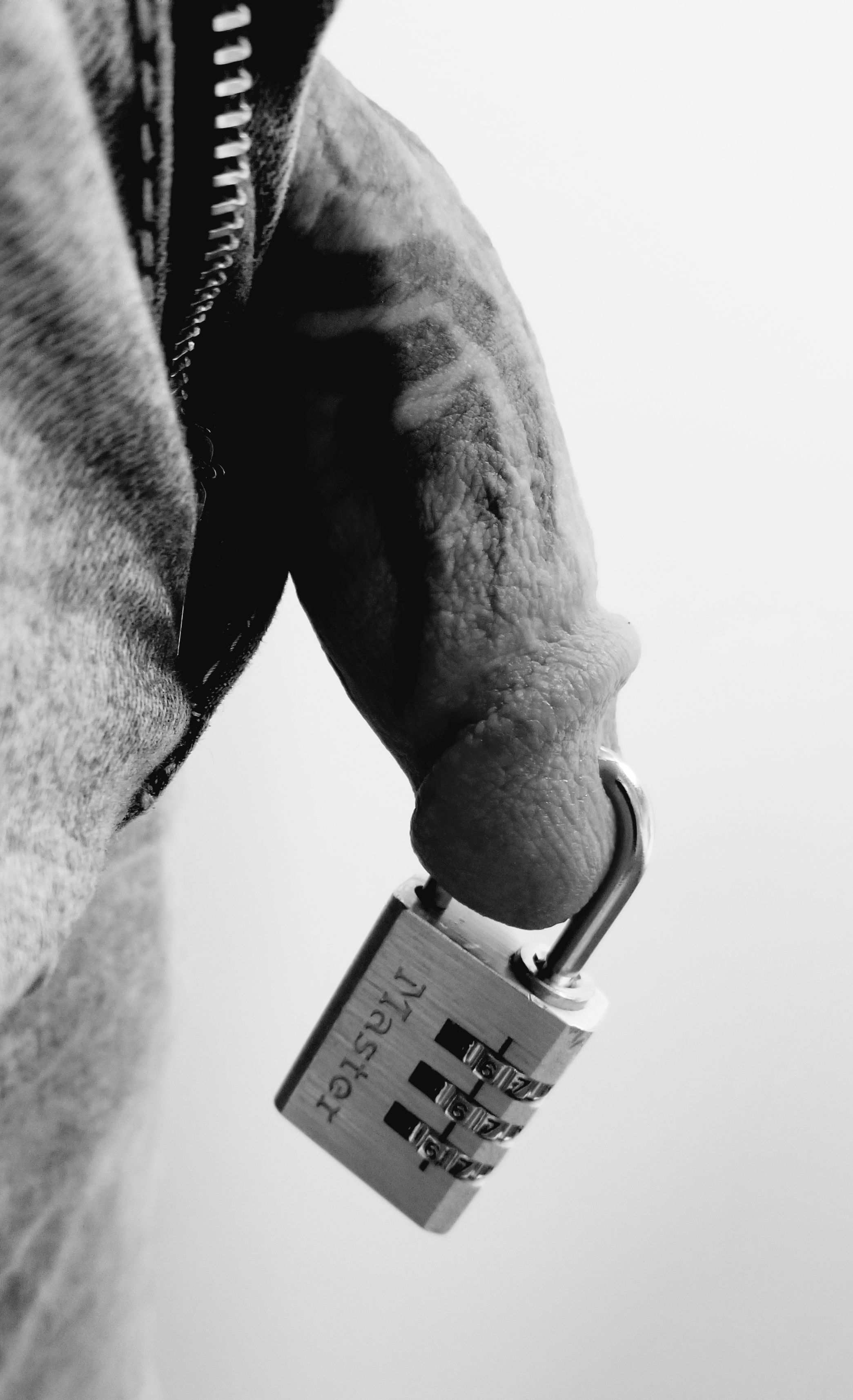
Kłódka przełożona przez piercing w penisie.

Klatka cnoty musi być odpowiednio dobrana i dopasowana, aby była bezpieczna i nie uszkadzała genitaliów. Rozmiar pierścienia i odstęp między klatką a pierścieniem to dwie najważniejsze regulacje, których można dokonać. Pierścień, który jest zbyt ciasny, odetnie przepływ krwi, a zbyt luźny umożliwi łatwe zdjęcie urządzenia. Metalowe pasy cnoty i klatki na penisa przeznaczone do długotrwałego noszenia powinny być wykonane ze stali nierdzewnej klasy medycznej lub tytanu, aby zmniejszyć ryzyko alergii i toksyczności metali. 